# Rosen (Kreis Heiligenbeil)
Rosen war ein Ort im ostpreußischen Kreis Heiligenbeil. Seine Ortsstelle gehört heute zum Munizipalkreis Rajon Bagrationowsk (Stadtkreis Preußisch Eylau) in der russischen Oblast Kaliningrad (Gebiet Königsberg (Preußen)).

## Geographische Lage
Die Ortsstelle von Rosen liegt im südlichen Westen der Oblast Kaliningrad 1,5 Kilometer von der russisch-polnischen Staatsgrenze (EU-Außengrenze) entfernt. Bis zur früheren Kreisstadt Heiligenbeil (russisch Mamonowo) sind es 21 Kilometer, zur heutigen Rajonshauptstadt Bagrationowsk (deutsch Preußisch Eylau) 25 Kilometer in östlicher bzw. westlicher Richtung.

## Geschichte
Im Jahre 1406 wurde Rosen erstmals urkundlich erwähnt. Als Vorwerk war der kleine Ort bis 1945 ein Wohnplatz des Gutsbezirks Jäcknitz (russisch Usornoje), der 1928 in eine Landgemeinde umgewandelt wurde und zum Kreis Heiligenbeil in Ostpreußen gehörte.
Mit dem gesamten nördlichen Ostpreußen kam Rosen 1945 in Kriegsfolge zur Sowjetunion. Der Bezug zu Usornoje (Jäcknitz) bestand für Rosen anfangs weiterhin, doch die unmittelbare Grenzlage des Ortes machte eine Besiedlung unmöglich. Der Ort erhielt keinen russischen Namen, auch über die Zugehörigkeit zu einem Dorfsowjet ist nichts bekannt. So verwaiste er wohl bald. Heute gilt er als untergegangen. Seine Ortsstelle liegt im Rajon Bagrationowsk (Stadtkreis Preußisch Eylau) in der Oblast Kaliningrad (Gebiet Königsberg (Preußen)) der Russischen Föderation.

## Religion
Bis 1945 war Rosen mit seiner überwiegend evangelischen Bevölkerung in die Kirche Zinten (russisch Kornewo) in der Kirchenprovinz Ostpreußen der Kirche der Altpreußischen Union eingepfarrt.

## Verkehr
Die nicht mehr erkennbare Ortsstelle Rosens liegt an einem Landweg, der von Kornewo (Zinten) vorbei an der Ortsstelle von Jäcknitz bis zur ebenfalls untergegangenen Ortsstelle von Stolzenberg im russisch-polnischen Grenzgebiet führt und dort endet. Vor 1945 verlief die Straße hier weiter bis ins heute polnische  Pellen (polnisch Piele) und Hasselpusch (Zagaje). Die nächste Bahnstation war vor 1945 die Stadt Zinten, zu der heute keine Bahnstrecke mehr führt.